# Tormenta tropical Cindy (2011)
El 19 de julio, el frente meteorológico asociado a la génesis de la Tormenta tropical Bret dio origen a una amplia área de baja presión sobre el Atlántico Norte. Mientras se desplazaba rápidamente hacia el Este, el sistema tenía una convección mínima en su circulación, aunque el CNH señaló su posibilidad de convertirse en ciclón tropical o subtropical. La baja se profundizó y se volvió mejor definida y hacia la noche del 20 de julio se la designó como Cindy, la tercera tormenta tropical de la temporada, mientras se ubicaba a unos 1065 km al estenoreste de las islas Bermudas. Al momento de su formación, el ciclón estaba sujeto a un fuerte flujo de vientos preponderantes del Suroeste, por el sistema mantuvo un desplazamiento rápido hacia el Noreste a lo largo de su vida. El 21 de julio, Cindy comenzó a desplazarse sobre aguas más frías al Norte del paralelo 40° por lo que su intensidad empezó a disminuir, para perder sus características tropicales el día 22.